# オプ・ディスク
op.disc（オーピーディスク）は、田中フミヤと半野喜弘主宰のレーベル。2005年に始動。いわゆる4つ打ちがレーベルのコンセプト。レーベル名はクラシックの"opus"（作品番号）に由来する。2015年レーベル10周年と共に活動を休止する。